# 水島裕 (政治家)
水島 裕（みずしま ゆたか、1933年9月22日 - 2008年5月7日）は、日本の医師、政治家。元参議院議員（1期）。東京大学大学院医学研究科博士課程修了。聖マリアンナ医科大学名誉教授。
父は化学者の水島三一郎。息子は医学者・生物学者の水島昇、娘は医師・政治家の水島広子。

## 人物
東京府出身。1977年に編纂発刊した「今日の治療薬」（南江堂）は改訂を重ね医師・薬剤師・看護師必携の書となっている。日本のドラッグデリバリーシステム研究をリード。日本DDS学会の創設に関わった。日本DDS学会会長、日本リウマチ学会会長、日本抗加齢医学会会長などの要職を歴任した。
1995年の第17回参議院議員通常選挙に新進党公認で比例区から立候補し初当選。1997年7月に離党届を提出したが、受理保留のまま同年12月新進党は解党し無所属となる。その後、参議院会派の民主友愛太陽国民連合（民友連）を経由して同会派の民主党・新緑風会に参加するも、1998年7月24日付で離脱し自由民主党に入党。2001年の第19回参議院議員通常選挙に比例区から立候補したが、得票数が伸びず党内順位最下位で落選した。

## 略歴
- 1952年 武蔵高等学校卒業[要出典]
- 1958年 東京慈恵会医科大学卒業[要出典]
- 1963年[要出典] 東京大学大学院医学研究科博士課程修了
- 1983年 聖マリアンナ医科大学第一内科教授
- 1990年 聖マリアンナ医科大学難病治療研究センター長
- 1995年 参議院議員
- 2002年 東京慈恵会医科大学DDS研究所所長
- 2008年 5月7日、急性心不全のため死去。74歳没。

## 受賞歴
- 1966年 日本リウマチ学会賞
- 1988年 日本薬剤学会賞
- 1994年 科学技術庁長官発明賞
- 2001年 中国国家「友誼賞」
- 2004年 旭日中綬章

## 関連文献
- 宮坂信之「水島 裕先生を悼んで」『Inflammation and Regeneration』第28巻第5号、日本炎症・再生医学会、2008年、419-420頁、doi:10.2492/inflammregen.28.419。